# Jeanine Freson
Jeanine Freson est une comédienne française, née le 22 juin 1926 à Paris 7e et morte le 9 septembre 2006 à Saint-Germain-en-Laye.
Spécialisée dans le doublage, elle est entre autres la voix française de Natalie Wood dans la plupart de ses films des années 1950-1960 (La Fureur de vivre, La Fièvre dans le sang, West Side Story, etc.).
Elle était l'épouse du comédien Roger Rudel, également spécialisé dans le doublage (voix française, entre autres, de Kirk Douglas).

## Filmographie partielle
- 1964 : L'Abonné de la ligne U de Yannick Andreï

## Doublage

### Cinéma

#### Films
- Natalie Wood dans :
  - La Fureur de vivre (1955) : Judy
  - Collines brûlantes (1956) : Maria Colon
  - La Prisonnière du désert (1956) : Debbie Edwards
  - Les Diables au soleil (1958) : Monique Blair
  - La Fièvre dans le sang (1961) : Wilma Dean « Deanie » Loomis
  - West Side Story (1960) : Maria
  - Une vierge sur canapé (1964) : Dr Helen Gurley Brown
  - La Grande Course autour du monde (1965) : Maggie Dubois
- Susannah York dans :
  - Freud, passions secrètes (1962) : Cecily Koertner
  - Un homme pour l'éternité (1966) : Margaret More
  - Le Gentleman de Londres (1966) : Angel McGinnis
  - Le Veinard (1975) : Julia Richardson
  - Superman (1978) : Lara (1er doublage)
  - Superman 2 (1980) : Lara
- Carroll Baker dans :
  - Géant (1956) : Luz Benedict II
  - Baby Doll (1956) : Baby Doll Meighan
  - Les Grands Espaces (1958) : Patricia Terrill
  - La Conquête de l'Ouest (1962) : Eve Prescott Rawlings
- Lorraine Gary dans :
  - Les Dents de la mer (1975) : Ellen Brody (1er doublage)
  - Les Dents de la mer 2 (1978) : Ellen Brody
  - 1941 (1979) : Joan Douglas
  - Les Dents de la mer 4 (1987) : Ellen Brody
- Faye Dunaway dans :
  - Bonnie et Clyde (1967) : Bonnie Parker
  - L'Arrangement (1969) : Gwen
  - L'Or noir de l'Oklahoma (1973) : Lena Doyle
- Marisa Pavan dans :
  - La Rose tatouée (1955) :  Rosa Delle Rose
  - Salomon et la Reine de Saba (1959) : Abishag
- Jean Seberg dans :
  - Bonjour tristesse (1958) : Cécile
  - Airport (1970) : Tanya Livingston
- José Greci dans : 
  - Les Dix Gladiateurs (1963) :  Lidia
  - Maciste contre les Mongols (1964) : Bianca de Tuleda

- Alamo (1960) :  « Flaca » (Linda Cristal)
- L'Atlantide (1949) : Tanit Zerga (Milada Mladova)
- Attaque au Cheyenne Club (1970) : Jenny (Shirley Jones)
- Au péril de sa vie (1961) : la femme tenant son fils atteint de la maladie du sommeil[Qui ?]
- Bagarres au King Créole (1958) : Forty Nina (Liliane Montevecchi)
- Ben-Hur (1959) : Tirzah (Cathy O'Donnell)
- Caltiki, le monstre immortel (1959) : Ellen Fielding (Didi Perego)
- Ces merveilleux fous volants dans leurs drôles de machines (1964) : Patricia Rawnsley (Sarah Miles)
- La Chevauchée des sept mercenaires (1972) : Mrs. Laurie Gunn (Stefanie Powers)
- Cléopâtre (1963) : Octavie (Jean Marsh)
- Comment voler un million de dollars (1966) : Nicole Bonnet (Audrey Hepburn)
- Le Courrier de l'or (1959) : Jeannie Miller (Karen Steele)
- Le Crapaud masqué (1963) : Leslie Gine (Grit Boettcher)
- Crimes au musée des horreurs (1959) : Angela Banks (Shirley Anne Field)
- Les Damnés (1969) : Elisabeth Thallman (Charlotte Rampling)
- Dans les replis de la chair (1970) : la psychiatre s'occupant de Françoise[Qui ?]
- Davey des grands chemins (1969) : Annie (Pamela Franklin)
- Le Décaméron (1971) : Gianematta, l'épouse du vieux Pietro[Qui ?]
- Le Dernier Rivage (1959) : Mary Holmes (Donna Anderson)
- Le Dernier Train de Shanghai (1959) : Sœur Celeste (Franca Bettoia)
- La Diablesse en collant rose (1960) : Della Southby (Margaret O'Brien)
- Les Dix Commandements (1956) : une fille de Jéthro (Lisa Mitchell)
- La Dolce Vita (1960) : Paola (Valeria Ciangottini
- Dracula, prince des ténèbres (1966) : Diana Kent (Suzan Farmer)
- L'Esprit de la mort (1972) : Anna Wheatley (Fiona Walker)
- Le Fils du désert (1948)[2] : Mrs. Buck Sweet (Mae Marsh)
- Guerre et Passion (1979) : l'infirmière (Lesley Ward)
- Hélène de Troie (1953) : Andraste
- Hercule et la Reine de Lydie (1959) : l'amie de Iole (Elda Tattoli)
- L'Homme qui aimait la guerre (1962) : Daphné Caldwell (Shirley Anne Field)
- L'Hôpital (1971) : Marilyn Mead (Katherine Helmond)
- Jack l'éventreur (1958) : Hazel (Jane Taylor)
- Je veux vivre ! (1958) : Peg (Virginia Vincent)
- Katia (1959) : Katia (Romy Schneider)
- Lancelot chevalier de la reine (1963) : Guenièvre (Jean Wallace)
- Lepke, le caïd (1975) : Bernice Meyer (Anjanette Comer)
- Le Lion et le Vent (1975) : Eden Pedecaris (Candice Bergen)
- La Longue Nuit de 43 (1960) : Inès Villani (Raffaella Carrà)
- Maciste contre le fantôme (1961) : Cora (Leonora Fuffo)
- Maciste dans les mines du roi Salomon  (1964) : Samara (Eleonora Bianchi)
- Maciste et les Filles de la vallée (1964) : Mina (Mara Carisi)
- La Malédiction de la Panthère rose (1978) : Thérèse Douvier (Adrienne Corri)
- Le Message (1977) : Soumaya (Rosalie Crutchley)
- Ne tirez pas sur le bandit (1959) : la princesse Irawanie (Gloria Talbott)
- Nefertiti, reine du Nil (1961) : Néfertiti / Tanit (Jeanne Crain)
- L'Ombre d'un doute (1943) : Mrs. Potter  (Frances Carson)
- L'Organisation (1971) : Annie Sekido (Lani Miyazaki)
- Peyrol le boucanier (1967) : Arlette (Rosanna Schiaffino)
- Les Pirates de la Malaisie (1964) : Ada (Jacqueline Sassard)
- Les Pirates du diable (1964) : Jane, fille de Tom (Natasha Pyne)
- Procès de singe (1960) : Rachel Brown (Donna Anderson)
- Quand les aigles attaquent (1968) : Mary Elison (Mary Ure)
- Quand l'inspecteur s'emmêle (1964) : Maria Gambrelli (Elke Sommer)
- Raspoutine, le moine fou (1966) : Vanessa (Suzan Farmer)
- Le Retour de Kriminal (1967) : Janet (Evi Rigono)
- Le Roi des imposteurs (1961) : le lieutenant WAC (Cindi Wood)
- Romulus et Rémus (1961) : Estia (Inger Milton)
- Samson contre Hercule (1961) : Janine (Luisella Boni)
- Les Sévices de Dracula (1971) : Frieda Gellhorn (Madeleine Collinson)
- Le Cheik rouge (1962) : Amina (Luciana Gilli)
- Le Sport favori de l'homme (1964) : Isold Mueller (Maria Perschy)
- Sous le signe de Rome (1959) : Bethsabée (Lorella De Luca)
- Tiens bon la rampe, Jerry (1966) : Eileen Forbes (Connie Stevens)
- Alvarez Kelly (1966) : Charity Warwick (Victoria Shaw)
- K-17 attaque à l'aube : Laura (Rita Klein)
- Le Shérif aux poings nus (1967) : Amy Martin (Emily Banks)
- Tobrouk, commando pour l'enfer (1967) : Cheryl Portman (Heidy Hunt)
- Le Train de 16 h 50 (1960) : Emma Ackenthorpe (Muriel Pavlow)
- Le Trésor du pendu (1958) : Peggy Carter (Patricia Owens)
- Typhon sur Hambourg (1967) : Monica (Vivi Bach)
- Le Tyran de Syracuse (1962) : Nerissa (Ilaria Occhini)
- Ulysse (1955) : Nausicaa (Rossana Podestà)
- Ulysse contre Hercule (1961) : [Qui ?] (Eleonora Bianchi)
- Un beau salaud (1970) : la « dame de compagnie » asiatique de Belle (Marya Cristen)
- Un cadavre au dessert (1976) : Mlle Withers (Estelle Winwood)
- Ursus l'invincible (1964) : Alina (Lisa Gastoni)
- La Vengeance aux tripes (1976) : Mary Lee (Susan George)
- Les Voisins (1981) : Enid Keese (Kathryn Walker)
- Les Voleurs de trains (1973) : Mrs. Lowe (Ann-Margret)
- Au risque de se perdre (1959) : Sœur Aurélie (Dorothy Alison)

#### Films d'animation
- La Belle au bois dormant (1959) :  Pimprenelle  2e doublage

### Télévision

#### Téléfilms
- 1973 : L'Assassin du métro : Maggie Knowlton (Kate Reid) et Mrs. Brody (Hope Garber)
- 1978 : Du feu dans le ciel : Mrs. Rearden (Diana Douglas)
- 1987 : Les Roses rouges de l'espoir : Tante Molly (Anne Haney)

#### Séries télévisées
- 1967 : La Dynastie des Forsyte  : Winifred (Margaret Tyzack)
- 1984 : Inspecteur Derrick : Anna Degenhardt (Gefion Helmke (de)) et Mme Schosser (Franziska Stömmer (de)) (ép. 111 : 'L'ange gardien')

#### Dessins animés
- Tom Sawyer : Tante Polly
- Les Quatre Filles du docteur March : Tante Marthe March
- Sophie et Virginie : Ganola
- Goldorak : Astrida